# Podolský přístav

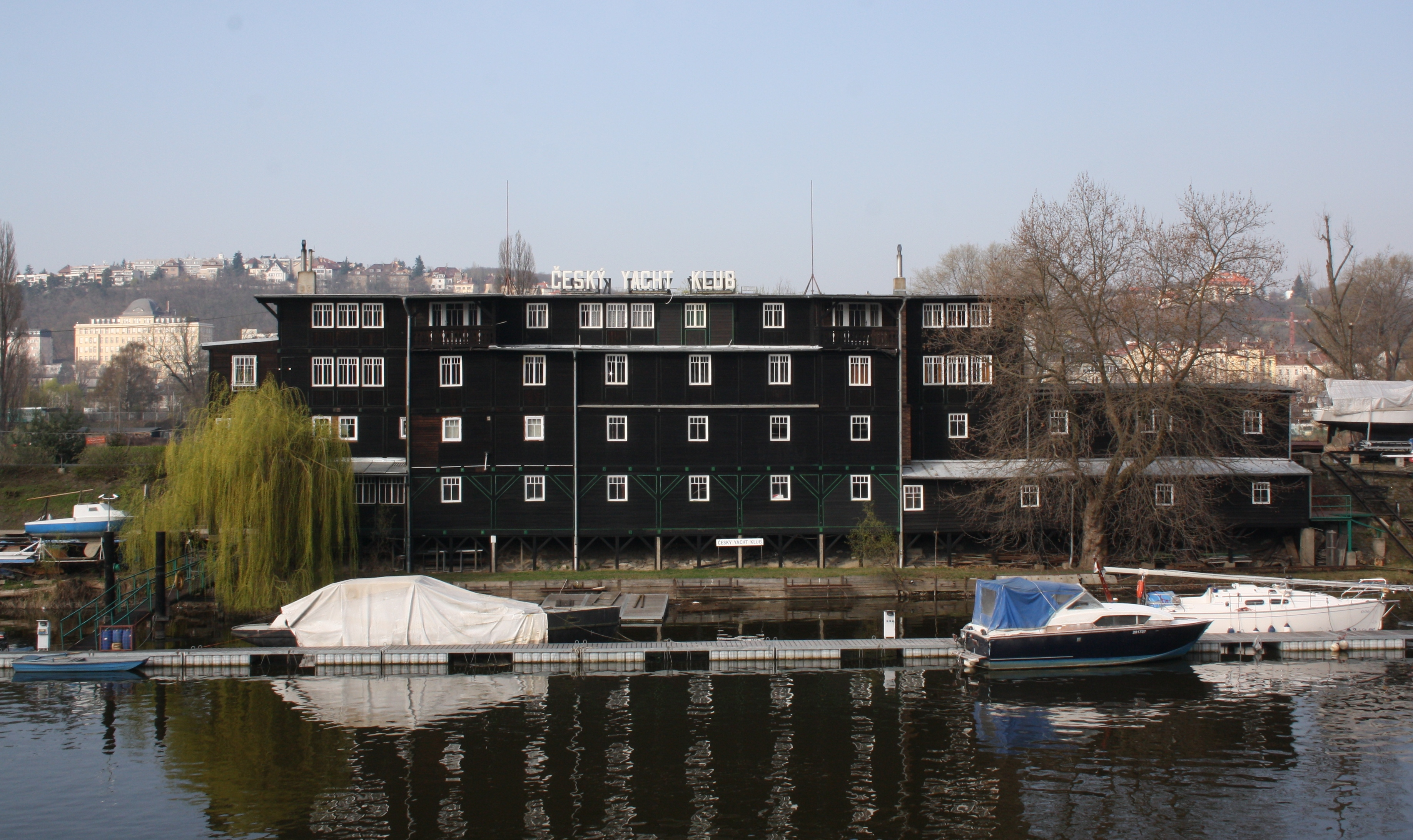
Dřevěná budova Yacht klubu, kulturní památka

Podolský přístav je přístav pro kotvení sportovních lodí na Vltavě pod Vyšehradem v pražském Podolí. 
Byl vybudován jako  vorový přístav v letech 1869 až 1872. Asi po roce 1890 byl doplněn ochrannou hrází o délce 300 m. Pro svou malou kapacitu byl pak přístav vyhrazen pro kotvení sportovních plavidel.
Hloubka přístavu činí 4 m. Za velkých mrazů zde voda částečně zamrzá. Na hrázi stojí budova německého veslařského klubu Regatta Prag z konce 19. století (dnes patří Univerzitě Karlově) a dřevěná loděnice Českého yacht klubu (založeného 1893) z roku 1912 od architekta Ferdinanda Šamonila, která je od roku 2008 chráněna jako kulturní památka.